# Surinaams Legermuseum
Het Surinaams Legermuseum is een museum in Paramaribo. Het is gevestigd in de Memre Boekoe-kazerne. De ingang van het Surinaams Legermuseum bevindt zich aan de Rodekruislaan.

## Opening
De officiële opening vond op 12 mei 2015 plaats. Op maandag 18 mei volgde de opening voor het publiek. Het museum was een lang gekoesterde wens van het Nationaal Leger.
De officiële opening werd voltrokken door president en oud-legercomandant Desi Bouterse. Verder waren bij de opening minister Lamuré Latour van Defensie en brigadegeneraal Ronni Benschop aanwezig. "De motoren liggen stil. De kanonnen en mitrailleurs zwijgen. Maar in hun glorietijd zijn ze samen met de mannen onbevreesd de vijand tegemoet gegaan," aldus Benschop.

## Bouw
De eerste steen voor het museum werd gelegd op 15 december 2014. Voor de bouw was een bedrag begroot van 635.000 SRD (toen omgerekend circa 170.000 euro). Het beschikbare gestelde overheidsbudget van 37.000 SRD was ontoereikend en op een verzoek aan directeuren van grote banken en bedrijven om de bouw te sponsoren kwam geen reactie. De financiering kwam uiteindelijk rond door een lening van het familiebedrijf Benschop. Ook werd in de gewenste begroting van 1,5 miljoen SRD gesnoeid. De bouw werd in de praktijk uitgevoerd door legerpersoneel en de kosten kwamen uiteindelijk uit op 850.000 SRD.

## Collectie en bibliotheek
De collectie gaat in op de geschiedenis van de Troepenmacht in Suriname (TRIS) en het Surinaamse leger. Oude geweren, kanonnen en ander materieel maken deel uit van de permanente opstelling. Buiten het gebouw zijn enkele oude pantserwagens opgesteld. Ook wordt teruggeblikt op het aandeel dat Surinamers hebben gehad in de Tweede Wereldoorlog, toen Nederland bezet was, en de Koreaanse Oorlog.
Tijdens het militaire regime in de jaren 1980 maakte Bouterse zelf deel uit van de militaire geschiedenis van Suriname, na een ongeplande staatsgreep die hij zelf kenmerkt als een revolutie. Tijdens de opening was een presentatie te zien met Bouterse tussen de Zuid-Amerikaanse vrijheidsstrijder Simón Bolívar, de Cubaanse revolutionair Fidel Castro en de Venezolaanse oud-president Hugo Chávez. Hij had van tevoren aangekondigd niet lang aanwezig te zijn bij de ceremonie "gezien de tijd waarin we leven."
Het museum herbergt ook een bibliotheek en computers. Volgens Bouterse dient het museum als een "bron van educatie", waar studenten en cadetten terecht kunnen voor informatie, zoals voor afstudeerscripties.